# Hermann Hassenkamp
Clemens Joseph August Hermann Hassenkamp (* 5. November 1857 in Münster; † 20. November 1933 in Aschendorf) war ein deutscher Verwaltungsjurist und Politiker.
Hassenkamp war der Sohn eines Fabrikanten. Er besuchte das Paulinum in Münster und legte dort das Abitur ab. Danach studierte er zunächst an der Bauakademie in Berlin und dann Rechtswissenschaften in Berlin und München. Er absolvierte den Vorbereitungsdienst in Münster und war dann bei der Regierung in Bromberg tätig. Von 1889 bis 1923 war er Landrat im Kreis Aschendorf und wurde zum Geheimen Regierungsrat befördert. Nachfolger als Landrat war sein Vetter Georg Behnes. Von 1890 bis 1903 war er Vorsitzender des Landwirtschaftlichen Vereins Aschendorf. Nach der Novemberrevolution ignorierte er die lokalen Arbeiterräte und zog sich so den Unmut der SPD zu. Die Forderung der SPD, ihn abzulösen, war jedoch nicht erfolgreich.
Von 1891 bis zum 1. September 1919 war er Mitglied im Provinziallandtag der Provinz Hannover. Sein Nachrücker war Karl Wolters.
1924 regte er die Gründung des Heimatbundes Aschendorf an.